# Nils Holgersson (Schiff, 1975)
Die  Nils Holgersson war eine RoPax-Fähre, die für die TT-Linie gebaut und von dieser von 1975 bis 1984 zwischen Travemünde und Trelleborg eingesetzt wurde. Zuletzt war das Schiff für die griechische NEL Lines im Einsatz.

## Geschichte

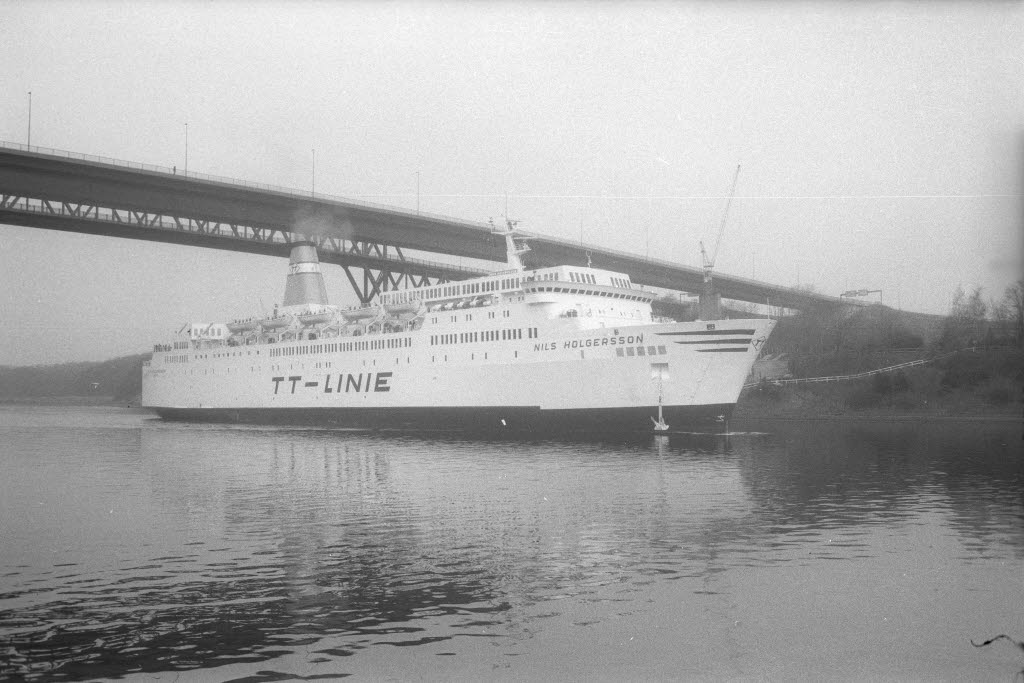
Die Nils Holgersson 1977 im Nord-Ostsee-Kanal

Die Nils Holgersson, benannt nach dem gleichnamigen Märchen „Die wunderbare Reise des kleinen Nils Holgersson mit den Wildgänsen“ von Selma Lagerlöf, wurde bei Nobiskrug in Rendsburg gebaut und lief am 26. Oktober 1974 vom Stapel. Die TT-Linie übernahm den Neubau am 8. April 1975 und schickte das Schiff zur Jungfernfahrt nach Leningrad, Göteborg, Oslo und Malmö. Anschließend war die Nils Holgersson gemeinsam mit ihrem Schwesterschiff Peter Pan bis zu dreimal täglich auf der Linie Travemünde–Trelleborg im Einsatz. Außerdem unternahm das Schiff bis 1979 über Weihnachten und Neujahr Kreuzfahrten nach Lissabon, Madeira, Casablanca, Tanger und den Kanarischen Inseln. 1981 kam die Nils Holgersson zum von Saga Linjen und TT-Linie gegründeten Schiffspool und erhielt den Schriftzug TT-Saga-Line an den Bordwänden, fuhr aber weiter zwischen Travemünde und Trelleborg.
Im August 1984 wurde die Nils Holgersson an die Regierung Tasmaniens verkauft. Ihr Einsatz auf der bisherigen Stammlinie endete am 18. September 1984. Zwei Tage später übernahm die regierungseigene Reederei TT-Line Company aus Devonport das Schiff und ließ es bei der Rendsburger Bauwerft umbauen. Unter anderem erhielt es dabei neue Kabinen für die Besatzung auf dem Achterdeck, da die frühere Unterbringung unter dem Ladedeck in australischen Gewässern nicht gestattet war. Mit dem Abschluss der Arbeiten am 22. April 1985 erhielt die Fähre den neuen Namen Abel Tasman. Durch einen Streik der Besatzung konnte das Schiff nicht wie geplant am 23. April, sondern erst am 18. Mai 1985 die Überfahrt nach Australien antreten und lag in dieser Zeit in Kiel. Am 29. Juni 1985 nahm die Abel Tasman die Fährverbindung zwischen Melbourne und Devonport auf. Im November 1985 lief sie zudem von Melbourne nach Hobart. 1993 übernahm Transport Tasmania die Peter Pan von TT-Line, die als Spirit of Tasmania die Abel Tasman ersetzte. Die Abel Tasman war am 29. November 1993 letztmals zwischen Melbourne und Devonport im Einsatz und lag anschließend in Devonport auf.
Am 29. April 1994 übernahm das griechische Unternehmen Ventouris die Fähre und taufte sie in Pollux um. Am selben Tag trat das nun in Limassol registrierte Schiff die Überführungsfahrt nach Piräus an, das es am 27. Mai erreichte. Im Juni 1994 vercharterte Ventouris die Fähre während einer auf Kreta stattfindenden EU-Konferenz als Hotelschiff. Ab dem 21. Juli 1994 bediente die Pollux regelmäßig die Linie Igoumenitsa–Bari.

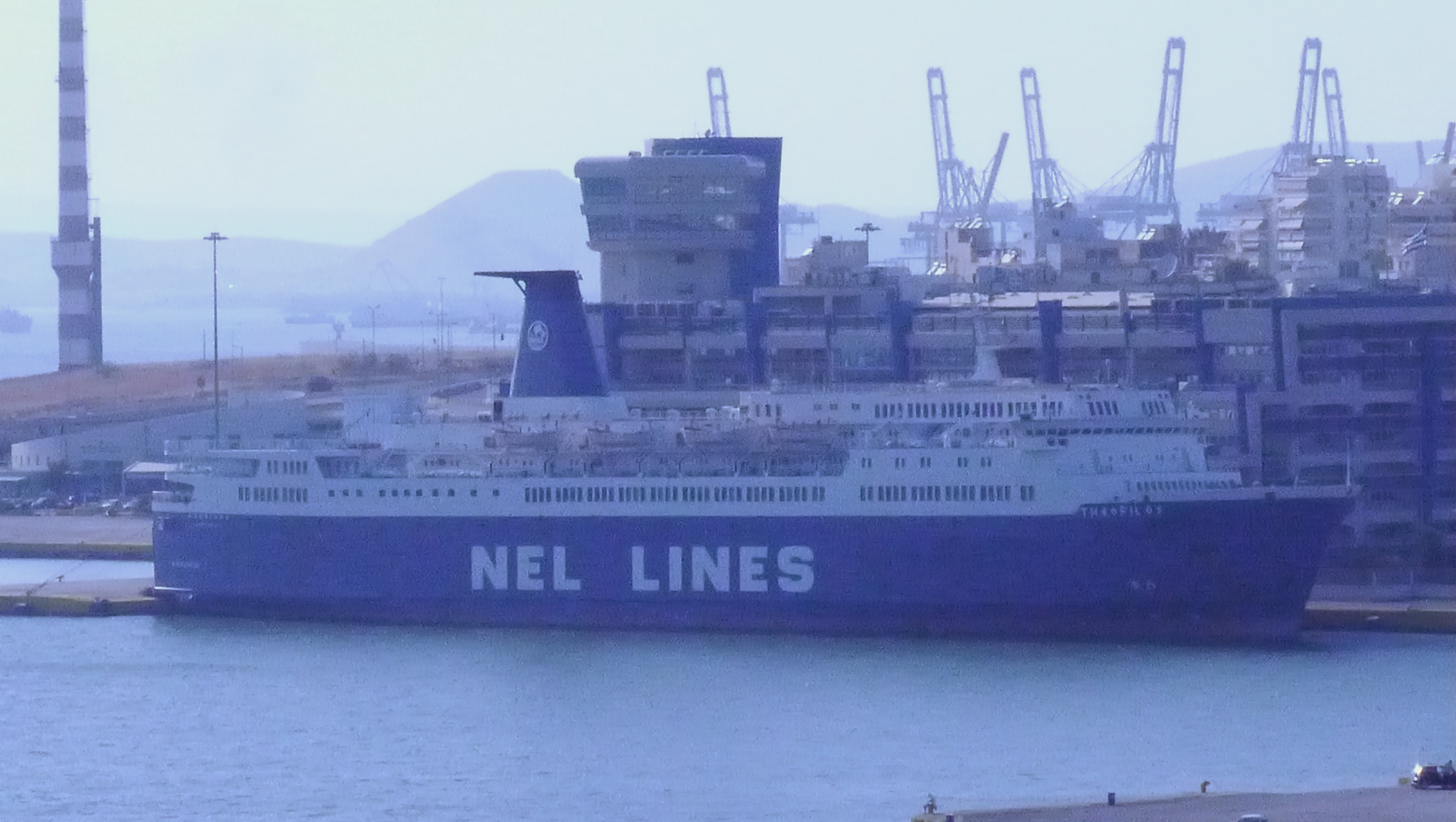
Die Theofilos 2012 in Heraklion

Im Mai 1995 kaufte die NEL Lines das Schiff und benannte es nach einem griechischen Maler in Theofilos um. Es folgte ein mehrjähriger Einsatz zwischen Piräus, Lesos, Chios und Thessaloniki. Zwischenzeitlich war die Fähre dabei mit großflächiger Werbung unterwegs, die jedoch 2004 zur Olympiade in Athen wieder entfernt werden musste. Am 28. Juni 2008 lief die Theofilos mit 572 Personen an Bord zwischen Piräus und Chios auf ein Riff auf und schlug leck. Die Reparatur wurde erst im April 2009 durchgeführt. Bis dahin war das Schiff in Salamina aufgelegt. In den Folgejahren war die Fähre zwischen Piräus, Thessaloniki, Limnos, Mytilini, Chios, Kavala und Samos unterwegs. Von Januar bis April 2012 lag die Theofilos in Drapetsona an der Werft, wo unter anderem der Aufbau auf dem Achterdeck wieder entfernt wurde.
Im Januar 2013 wurde das Schiff aus der Fahrt genommen und aufgelegt, zunächst in Piräus, ab 2014 in Drapetsona und ab 2018 in Elefsina. 2019 wurde es zum Abbruch in Aliağa verkauft. Ab März 2021 lag die Fähre in Perama. Im Mai 2022 verließ das Schiff, umbenannt in Ilos, Griechenland im Schlepp der Christos LXI Richtung Aliağa zur Verschrottung. Dort wurde es am 16. Mai 2022 zum Abbruch gestrandet.

## Technik
Das Schiff war 148,88 m lang und 23,5 m breit. Sein maximaler Tiefgang betrug 5,5 m. Es war ursprünglich mit 12.528 BRT vermessen und bot 1800 Passagieren Platz. Mit dem Umbau 1985 reduzierte sich die Passagierzahl auf 850. Später war das Schiff mit 19.212 BRZ vermessen und besaß eine Tragfähigkeit von 3472 tdw. Die Passagierkapazität wurde von NEL Lines mit 1660 im Sommer und 938 im Winter angegeben. Auf dem Ladedeck konnten 433 Pkw auf den insgesamt 810 Spurmetern transportiert werden.
Angetrieben wurde die Nils Holgersson von zwei Dieselmotoren von SEMT Pielstick mit einer Leistung von jeweils 7755 kW. Die Fähre erreichte damit eine Geschwindigkeit von 21 kn.